# Ненкома
Ненкома — река в России, протекает по Ямало-Ненецкому АО, Ханты-Мансийском АО. Устье реки находится в 10 км по левому берегу Хоровой протоки, впадающей слева в Надым в 6 км от устья. Длина реки составляет 15 км.

## Данные водного реестра
По данным государственного водного реестра России относится к Нижнеобскому бассейновому округу, водохозяйственный участок реки — Надым. Речной бассейн реки — Надым.
Код объекта в государственном водном реестре — 15030000112115300052198.